# Maison de Chalon-Arlay
La maison de Chalon-Arlay — ou maison d'Orange-Chalon après le mariage en 1386 du seigneur Jean III de Chalon-Arlay avec la princesse Marie des Baux-Orange —, est une importante dynastie de seigneurs du Jura (comté de Bourgogne) et de princes souverains de la Principauté d'Orange, issue de la maison de Chalon, elle-même issue des comtes de Bourgogne, de Mâcon et d'Auxonne, des comtes de Chalon et des anciens princes d'Orange (Orange et la Franche-Comté faisaient partie de l'ancien royaume de Bourgogne-Provence). En lignée agnatique (mâle), ce sont des Anscarides d'Ivrée.
La maison d'Orange-Nassau, qui a donné les stathouders des Provinces-Unies, les rois des Pays-Bas, et un roi d'Angleterre, est son héritière, bien qu'elle ne lui soit pas directement apparentée.

## Histoire
Issue de Jean Ier d'Arlay, fils de Jean Ier, auteur de la maison de Chalon, une branche cadette des comtes palatins de Bourgogne de la maison d'Ivrée, elle doit sa fortune à l'exploitation du sel du Jura, un des plus importants gisements d'Occident.
Par le mariage de Jean III avec la princesse Marie des Baux, elle acquiert la principauté d'Orange et l'immédiateté impériale. Cette fortune lui a assuré une position éminente au sein de la noblesse comtoise puis dans l'ensemble des États bourguignons.
La lignée agnatique s'éteignit en 1530 avec Philibert de Chalon, vice-roi de Naples et capitaine général des armées impériales en Italie. Par testament, ce dernier avait institué comme héritier universel son neveu René de Nassau, fils de sa sœur Claude et du comte Henri III de Nassau-Breda, sous réserve de reprendre le nom et les armes des Chalon.
Également mort sans enfant de son mariage avec Anne de Lorraine, René légua les biens des Chalon en même temps que ceux des Nassau-Bréda à son cousin Guillaume de Nassau-Dillenbourg dit le Taciturne. Bien qu'il se fît appeler Guillaume « d'Orange », ce dernier ne reprit pas le nom de Chalon, auquel il n'avait aucun droit, et signa ainsi l'extinction de la dynastie. La maison d'Orange-Nassau, issue du Taciturne en lignée masculine puis féminine, et donc sans lien de parenté direct avec les anciens Chalon, conserva néanmoins l'essentiel de ses fiefs jusqu'à l'Ancien Régime (Guillaume III). Mais en 1684 et 1730, après un procès-fleuve d'un ou deux siècles, les biens comtois des Orange-Nassau passèrent (mais sans les titres afférents, restés aux Orange-Nassau !) aux Gand-Vilain de Merode d'Isenghien, puis à leurs héritiers de Brancas-Lauragais, et d'Arenberg.

## Succession

### Seigneurs de Chalon-Arlay
- Jean Ier de Chalon le Sage ou l'Antique (1190-1267), comte de Chalon et d'Auxonne (possessions qu'il échange en 1237 avec le duc de Bourgogne Hugues IV  contre plusieurs seigneuries dont Salins), comte régent de Bourgogne en 1248, seigneur d'Arlay (tenu de son père Étienne II).
- Jean Ier de Chalon-Arlay (1258-1315), seigneur d'Arlay (1266-1315) et vicomte de Besançon (fils du troisième lit du précédent avec Laure de Commercy).
- Hugues Ier de Chalon-Arlay (1288-1322), seigneur d'Arlay, Arguel, Cuiseaux et  Vitteaux ; vicomte de Besançon (fils précédent).
- Jean II de Chalon-Arlay (1312-1362), seigneur d'Arlay, Arguel et Cuiseaux ; vicomte de Besançon  (fils du précédent).
- Hugues II de Chalon-Arlay (1334-1392) seigneur d'Arlay ; vicomte de Besançon ; vicaire impérial (fils du précédent et dernier de la branche aînée).

### Seigneurs de Chalon-Arlay et prince d'Orange
- Jean III de Chalon-Arlay (1363-1418) seigneur d'Arlay, Arguel et Cuiseaux ; vicomte de Besançon et prince d'Orange (neveu du précédent).
- Louis II de Chalon-Arlay (1390-1463), seigneur d'Arlay et Arguel ; vicomte de Besançon ; vicaire impérial et prince d'Orange (fils du précédent). Son frère cadet Jean de Vitteaux est, par son fils Charles, la souche des comtes de Joigny de la Maison de Chalon.
- Guillaume VII de Chalon-Arlay (1415-1475), seigneur d'Arlay et de Chatelmaillot ; prince d'Orange (fils du précédent).
- Jean IV de Chalon-Arlay (1443-1502), prince d'Orange ; seigneur d'Arlay, de Nozeroy et de Montfort (fils du précédent).
- Philibert de Chalon-Arlay (1502-1530), prince d'Orange, seigneur d'Arlay, Arguel et Nozeroy ; vice-roi de Naples et capitaine général du royaume de Naples ; duc de Gravina (sans enfant légitime, fils du précédent).

### Comte de Nassau, Prince d'Orange
- René Nassau-Breda, dit « de Chalon » (1519-1544) prince d'Orange, comte de Nassau, seigneur de Bréda, Arlay et Nozeroy. Est désigné stadhouder (gouverneur) de Hollande, Zélande et Utrecht, puis aussi de Gueldre par Charles Quint (sans enfant légitime, neveu maternel du précédent).
- Guillaume de Nassau-Dillenbourg (1533-1584), prince d'Orange et comte de Nassau. Il est désigné stathouder de Hollande, de Zélande et d'Utrecht par Philippe II d'Espagne en 1559. Il mena la Révolte des gueux qui aboutit à la fondation des Provinces-Unies (cousin germain du précédent, mais sans lien avec les Bourgogne-Chalon ni les princes d'Orange).
- À suivre avec la Maison d'Orange-Nassau.

## Principaux châteaux forts du Jura

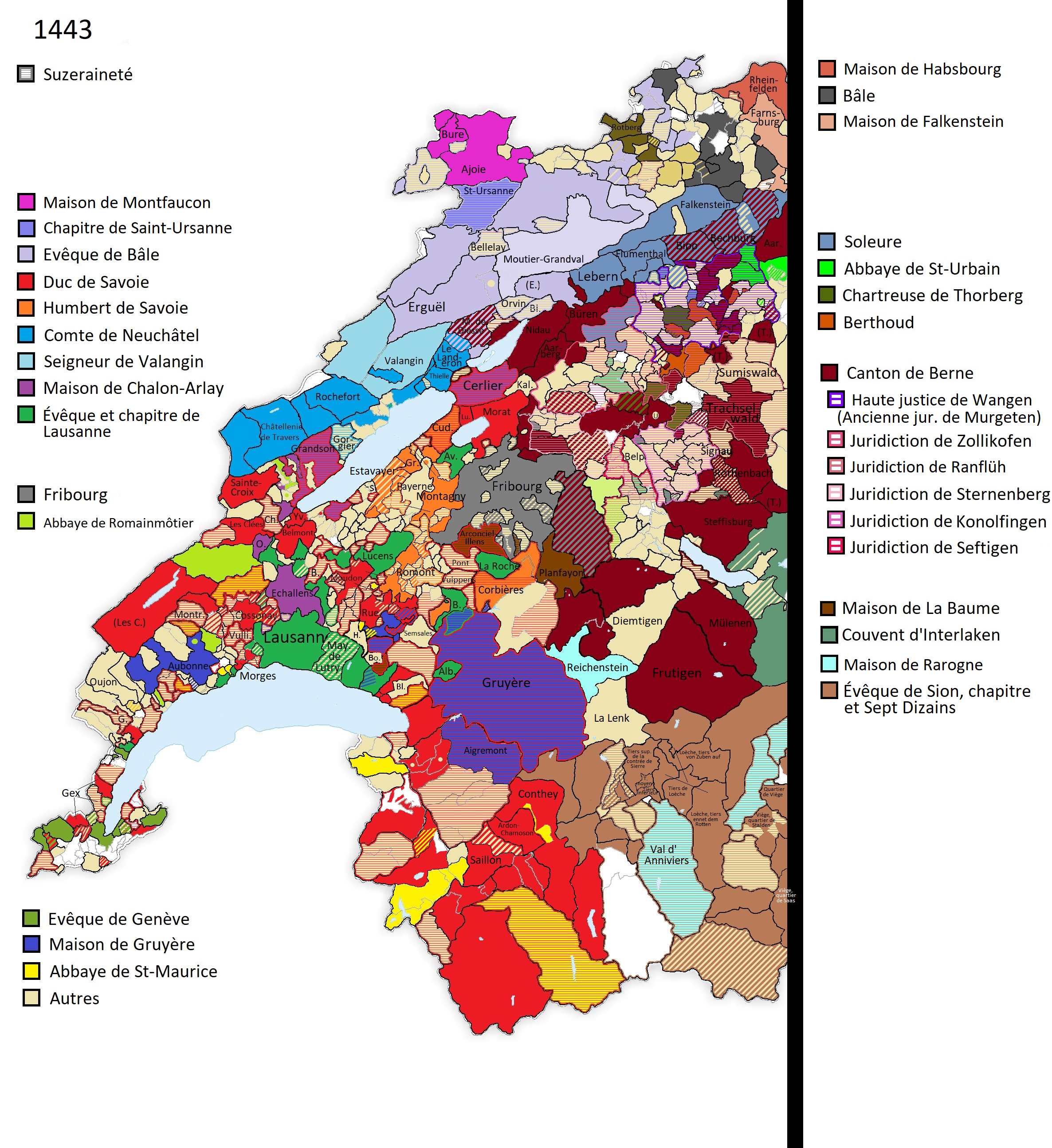
Les seigneuries de la famille sur l'actuel territoire suisse en 1443 : Orbe, Échallens, Grandson, Montagny et Cerlier (en violet).

- Château de Nozeroy, Château fort de Château-Chalon, Château fort d'Arlay…

Les fiefs des Chalon d'Arlay ont plusieurs origines :
- des seigneuries venues directement des comtes de Bourgogne, de Mâcon et d'Auxonne, comme Arlay[2], Bletterans[3].
- ou des biens venus par des mariages : ainsi la Montagne, la part montagneuse de l'ancienne seigneurie de Salins passée aux de Broyes de Commercy (cf. l'article Gaucher Ier de Commercy), puis au comte-régent Jean l'Antique ou le Sage, mari en 1258 de Laure de Commercy, une petite-fille de Gaucher Ier ; ils furent les parents de Jean Ier de Chalon-Arlay :   
  - avec le Mont-Rivel (Champagnole, St-Germain, Equevillon, Vannoz…)
  - Châteauvillain (Châtel-Vilain à Sirod ; et Bourg-de-Sirod, Syam, Ney…) ; Chaux-des-Crotenay…
  - la Haute et la Basse-Joux, dont Pontarlier (en suzeraineté sur la famille de Joux), Ornans, Levier, Frasne, Nozeroy[4] (fondé par Jean l'Antique pour contrôler ces terres alors sauvages, ainsi que la route du sel de Salins à la Suisse) et le val de Mièges ;
- autres exemples de biens acquis par des alliances matrimoniales :   
  - Vitteaux, venu du mariage de Jean Ier de Chalon-Arlay avec Marguerite de Bourgogne
  - Pymont, Montmorot et Lons en partie (le bourg Saint-Désiré), venus du mariage de Louis Ier de Chalon-Arlay avec Marguerite de Vienne, fille de Philippe II (ou III) de Vienne (ces fiefs lédoniens étaient dans l'héritage que les Vienne tenaient des comtes de Mâcon-Vienne-Bourgogne depuis le début du XIIIe siècle : cf. l'article Guillaume IV, sauf Montmorot venu de la mère de Philippe de Vienne, Marguerite de Ruffey-Montmorot, qui d'ailleurs apporta des droits sur Bletterans)
  - Orbe, venu du mariage de Jeanne de Montfaucon, fille d'Étienne de Montfaucon, avec Louis II
  - la principauté d'Orange, venue de Marie des Baux-Orange, la femme de Jean III de Chalon-Arlay.
- les Chalon-Arlay avaient Salins en partie (un tiers) : le partage de Chalon, depuis la succession de Jean l'Antique. Cette part venait-elle de l'ancien Bourg du comte ou du Bourg du sire ? (mais au fond, c'était de toute façon un héritage des anciens sires de Salins, venus des Aubry et Liétaud comtes de Mâcon et dominants de l'Outre-Saône — la future Franche-Comté — au Xe siècle, avant Otte-Guillaume et ses descendants les comtes de Bourgogne, c'est-à-dire avant la Maison anscaride d'Ivrée : cf. les articles Aubry de Mâcon, et Traves).

La part des Chalon-Arlay s'enrichit du partage sixte d'Auxerre (un sixième de Salins, avec Châtel-Belin), et plus généralement, vers 1400, des biens comtois de leurs cousins faillis de Chalon-Auxerre-Tonnerre : avec Lons en partie (le bourg de Lons ; les Arlay réunissent ainsi l'ensemble de la baronnie de Lons-le-Saunier), Rochefort, Montaigu, Monnet, Orgelet, Dramelay, Arinthod, Montfleur (en seigneurie directe ou suzeraine ; ces biens avaient notamment été possédés par une branche cadette des Chalon-Auxerre, les Châtel-Belin : Tristan, fils cadet de Jean II, et son fils Jean, mort en 1396 à Nicopolis sans postérité ; puis la branche aînée des Chalon comtes d'Auxerre et de Tonnerre — de Jean III à Louis II, prodigues et fort endettés — les retrouve mais doit les céder aux Chalon-Arlay ; il existe une autre version : les Chalon-Auxerre-Tonnerre sont confisqués par le comte et duc de Bourgogne Jean sans Peur, et leurs biens passent à son petit-fils le Téméraire, alors comte de Charolais : puis le gendre du Téméraire, l'empereur Maximilien, les cède aux Chalon-Arlay en 1494 avec Valempoulières).
Ainsi, la vallée de l'Ain est désormais contrôlée depuis sa source (à l'est de Champagnole) jusqu'aux confins de terres relevant, elles, de la mouvance des princes de Savoie (comme Thoirette, avec les sires de Thoire-Villars, les barons de Cornod ou de Coligny-le-Neuf…).
- des legs, des achats, des associations féodales indivises (paréages), des reprises en fiefs de domaines ainsi vassalisés et passant sous leur suzeraineté, ou des reprises de fiefs vassaux en déshérence en tant que seigneur éminent (suzerain) : 
  - comme Arguel légué en 1306 par Gérard d'Arguel à Hugues Ier de Chalon-Arlay
  - après 1300, la vicomté de Besançon et Cuiseaux passent  (en 1316 pour Cuiseaux) à Jean Ier d'Arlay et à son fils Hugues, alors que jusque là les Montferrand puis les Cuiseaux-Clairvaux étaient vicomtes de Besançon
  - vers 1304 Jean Ier d'Arlay s'érige en protecteur ou suzerain du pays de Grandvaux et des moines de Bonlieu, érigeant le château de l'Aigle à La Chaux-du-Dombief. On touche là aux confins de l'ancienne seigneurie de Salins et de la Terre de Saint-Claude : le Grandvaux (cf. Saint-Laurent-en-Grandvaux) était disputé entre plusieurs monastères, dont les bénédictins de St-Claude (alias les moines de Condat, ou de St-Oyand), les augustins de l'abbaye d'Abondance et de l'abbaye du Grandvaux, les chartreux de Bonlieu…, et aussi des princes ou seigneurs laïcs, comme les comtes de Bourgogne, les Salins ou les Montmorot (poursuivis par les Chalon-Arlay). Jean de Chalon-Arlay profita de toutes ces dissensions pour s'imposer.
  - Déjà, en 1285, Jean Ier d'Arlay était devenu le protecteur de l'abbaye de Balerne et le fondateur de Châtelneuf, au sud de Champagnole, dans les environs de Syam et de Chaux-des-Crotenay
  - Mirebel, acquis dans le premier quart du XVe siècle
  - Sellières, acquis vers 1461 par le prince Louis sur les descendants — très obérés — de Guillaume de Vienne (cf. Rodolphe de Hachberg).

## Armoiries
À partir de 1301, les seigneurs de la maison de Chalon charge la bande d'une étoile d'azur aux armes familiales de gueules à la bande or.
Lors de l'obtention du titre de prince d'Orange, les Chalon écartèlent l'écu à la bande d'or sur champ de gueules d'un huchet d'azur lié de gueules sur champ d'or, en chargeant le tout de l'écu de Genève : équipollé d'azur à cinq points d'or.

Blason famille de Chalon[6],[7].
Chalon-Arlay (1258-1386) : de gueules à la bande d'or (Chalon) brisée d'une étoile d'azur au franc quartier[6].
Orange-Chalon (1386-1502) : écartelé de Chalon et d'Orange, sur le tout de Genève[6].
Blason de Louis de Châlon (1448-1476).
Orange-Chalon tardif (1502-1530) : écartelé, 1 et 4 contre-écartelé de Chalon et d'Orange, sur le tout de Genève, 2 et 3 de Bretagne, sur le tout de l'écartelé de Luxembourg.
Orange-Nassau-Breda (1530-1544) : écartelé 1 et 4 contre écartelé de Chalon et d'Orange, sur le tout de Genève, 2 et 3 de Bretagne et de Luxembourg, sur le tout de l'écartelé contre écartelé de Nassau et de Vianden.

Les émaux de la maison de Chalon, le gueules et l'or, ont été repris pour créer des armoiries. Au début du XXe siècle, le canton de Vaud demande à ses communes qu'elles se dotent d'armoiries. La commune d'Étagnières, alors dans le district d'Échallens souhaite reprendre quelque chose qui la rattache à son passé. Or, la commune appartenait par le passé à la seigneurie d'Échallens qui était dirigée par la maison de Chalon avant que les Bernois et les Fribourgeois ne la conquièrent pour en faire un bailliage commun. Aussi, la commune choisit les émaux de la maison de Chalon pour créer ses armoiries en rappel à son passé. La même réflexion amène d'autres communes à en faire de même. Aussi, entre autres, les communes de Penthéréaz ou de Bioley-Orjulaz adoptent de même les émaux de la maison de Chalon pour leurs armoiries.

## Généalogie des seigneurs de Chalon-Arlay et princes d'Orange
- Louis II de Chalon-Arlay (1390-1463), épouse Jeanne de Montbéliard puis Éléonore d'Armagnac
  - Guillaume VII de Chalon (1415-1475) (de Jeanne de Montbéliard), épouse Catherine de Bretagne
    - Jean IV de Chalon-Arlay (1443-1502), épouse Jeanne de Bourbon (sans postérité) puis Philiberte de Luxembourg
      - Claude de Chalon (1498-1521), épouse Henri III de Nassau-Breda
      - Claude, (1499-1500)
      - Philibert de Chalon (1502-1530), sans conjointe
        - Jeanne, bâtarde de Chalon

  - Hugues III de Chalon-Arlay, (v. 1452-1490), d'Eléonore d'Armagnac épouse Louise de Savoie
  - Jeanne (~1455-?), d'Eléonore d'Armagnac, épouse Louis de Seyssel-La Chambre
  - Louis de Chalon-Arlay (1448-1476), fiancé à Françoise d'Amboise, sans descendance légitime
    - Jean soit Jean-François, dit Bâtard de Chalon-Arlay, (né vers 1467-1472 et mort après 1552), d'Eléonore d'Armagnac, épouse Anne d'Albret, puis Catherine de Bourzès
      - Pierre, d'Anne d'Albret, (vers 1496 - ?), épouse en 1519 Marquise de Galand
      - Catherine, de Catherine de Bourzès, (vers 1525- après 1587) épouse en 1552 Guillaume Comitis